# Ennemond-Joseph Savigné
Ennemond-Joseph Savigné ou simplement E.-J. Savigné (11 janvier 1834 - 7 août 1906) est un auteur, lithographe et éditeur Français, basé à Vienne, Isère, actif à la fin du XIXe et au début du XXe siècle.

## Biographie
Il est né à Annonay (Ardèche) le 11 janvier 1834. Son père est mégissier. Marié, il est décédé en 1906 et sa femme en 1924 à Nice.
Ouvrier lithographe, il reprend les brevets d'imprimeur en lettres et de lithographe de Adrien Roure et débute l'activité 23 septembre 1862 a Vienne. En 1871 il prend l'imprimerie de Barthélémy Clarand, fondée en 1865 à Givors (Rhône) jusqu’au 1874 quand les frères Garin la reprennent,.
Il est maire de Sainte-Colombe en Rhône de 1888 jusqu’à sa mort en 1906.